# Shuangqiao (Chengde)
Shuangqiao (chinesisch 双桥区, Pinyin Shuāngqiáo Qū) ist ein chinesischer Stadtbezirk der bezirksfreien Stadt Chengde (früher: Jehol, Rehe) in der Provinz Hebei. Der Stadtbezirk hat eine Fläche von 628,7 km² und zählt 424.897 Einwohner (Stand: Zensus 2010). Er ist Zentrum und Sitz der Stadtregierung von Chengde.